# South Starworld Strikers
Il South Starworld Strikers Football Club era una società calcistica trinidadiana con sede nella città di Couva in Trinidad e Tobago. Il club giocava nello stadio Ato Boldon Stadium di 10 000 posti a Couva.

## Storia
Il club ha partecipato alla TT Pro League dal 2002, dopo aver giocato nella Southern Football Association di Trinidad. Hanno aderito al campionato con l'esplicita intenzione di rappresentare il sud di Trinidad, precedentemente mai rappresentato negli ambienti calcistici di Trinidad. La società venne sciolta nel 2006 per problemi finanziari.

## Calciatori
- Lyndon Andrews
- Shurland David
- Dale Saunders
- Sherwyn Julien
- Anthony Noriega
- Dean Logan
- Nicholas Addlery